# Assemblée consultative (Turquie)
Pour les articles homonymes, voir Assemblée consultative.
L'Assemblée consultative (en turc : Danışma Meclisi) est la chambre parlementaire ayant rédigé la Constitution de 1982.